# گمینا ووویچ
گمینا ووویچ (به لهستانی:  Gmina Łowicz) یک گمینا در لهستان است که در شهرستان وویچ واقع شده‌است. گمینا ووویچ ۱۳۳٫۳۸ کیلومتر مربع مساحت و ۷٬۴۴۴ نفر جمعیت دارد.